# 日本橋オペラ
日本橋オペラ（にほんばしおぺら　英：Nihonbashi Opera Tokyo）は、東京都中央区日本橋に本拠を置く日本のオペラ団体。

## 概要
2013年、ソプラノ歌手の福田祥子と指揮者の佐々木修によって、オペラを研究し、研究発表としてオペラを上演し、もって世界の音楽文化の発展に寄与することを目的に、福田祥子が会長として、中央区社会教育団体の日本橋オペラ研究会が創立された。日本橋オペラは日本橋オペラ研究会の公演名で、名称は会長の福田の在住地に由来する。2015年からほぼ毎年、日本橋劇場（日本橋公会堂）でオペラを上演している。2021年、長崎が舞台のフランスオペラのメサジェ「お菊さん」を日本初演して以来、「日本初演のオペラ」をシリーズ化している。公演のために研究、修復、編曲された楽譜を国際ライブラリープロジェクトに、また公演の映像はOpera on Videoに提供している。2023年創立10周年を機に、主に財務を管理する一般社団法人日本橋オペラ研究会が設立され、福田祥子が理事長に就任した。2024年現在、公式には中央区社会教育団体と一般社団法人の二つの団体が存在するが、同一の活動を行なっている。

## 一般社団法人日本橋オペラ研究会
- 代表理事　福田祥子（オペラ歌手）[3]
- 理事　佐々木修（指揮者）
- 理事　牟田 修（経営者）[4]

顧問
- 馬渕明子（美術史家）
- 田隅靖子（ピアニスト）
- 髙松富二子（財界人）[5]
- シュテファン・モラー（ピアニスト・指揮者）[6]
- 岡田恭芳（医師）[7]
- 木村啓（弁護士）[8]

## 日本初演のオペラシリーズ
- 2021年5月（第１回）メサジェ「お菊さん」[9]

- 2021年12月（第２回）ヴェルディ「貞奴姫」[10]

- 2023年10月（第３回）ヴェルディ「グスターヴォ三世」[11]

- 2024年5月（第４回）モンレオーネ「「カヴァレリア・ルスティカーナ」[12]

- 2024年10月（第5回）ベートーヴェン「レオノーレ」[13]